# Понікаров Василь Андрійович
Васи́ль Андрі́йович Поніка́ров (*26 серпня 1929, Валя Ґоцілуй, Молдовська АРСР — † 16 травня 2014, Одеса) — український художник та графік, народжений у Автоно́мній Молда́вській Соціалісти́чній Радянській Респу́бліці у складі України.
1971 — член Спілки художників СРСР, заслужений художник України. Переможець одеської номінації «Художник року-2002». Проживав в Одесі.

## Короткий життєпис
Мама, Євдокія Гордіївна — майстриня-рукодільниця, розписувала яскравими фарбами печі, стіни мазанок — собі і сусідам «на радість».
1958 року закінчив Одеське художнє училище ім. М. Грекова — навчався у Леоніда Мучника та Михайла Жука, Теофіла Фраєрмана, 1970-го — Московський поліграфічний інститут, навчався у Ю. К. Борджеляна, Гліба Тимофійовича Горощенка, Бориса Анатолійовича Шолохова.
З 1965 року учасник виставок, від 1971-го — член НСХУ. 1984 та 1986 року відбувалися персональні виставки в Одесі, 1987 — у Києві.
1999 року на виставці приватних колекцій акварелі в Парижі здобув гран-прі.
Працював в напрямі колористики.

## Роботи
Роботи виставлялися на міжнародних виставках —
- 1969 (Сегед), 1977 (Сегед), 1980 — Угорщина,
- 1970 — Болгарія,
- 1974, 1976 (Генуя), 1981 (Генуя), 1982 (Генуя), 1990 (Генуя) — Італія,
- 1974 — Франція (Марсель),
- 1985 — Швейцарія (Женева),
- 1987 — Фінляндія,
- 1991, 1992 — Росія (Москва),
- 1993 — Ізраїль, Єрусалим,
- 1996 — Мексика.

Персональні виставки — в Одесі, 1984, 1986, 1987, 1999, 2009 роки.
Роботи зберігаються в художніх музеях Одеси, Харкова, Очаківському музеї мариністичного живопису, Ізмаїльському історичному музеї, Прилуцькому краєзнавчому музеї, Міжнародному музеї акварелі (м. Фабріано, Італія) та приватних зібраннях.

### Серед робіт
- «В Седневі», 1980,
- «Мамин хліб», 1985,
- «В Карпатах», 1985,
- «На Чернігівщині», 1992,
- «Париж», 1996,
- «Квіти мирного поля», 1999.